# Daniil Shatálov
Daniil Shatálov –en ruso, Даниил Шаталов– (6 de noviembre de 1999) es un deportista ruso que compite en natación. Ganó una medalla de plata en el Campeonato Mundial de Natación en Piscina Corta de 2021, en la prueba de 4 × 200 m libre.

## Palmarés internacional
| Campeonato Mundial en Piscina Corta | Campeonato Mundial en Piscina Corta | Campeonato Mundial en Piscina Corta | Campeonato Mundial en Piscina Corta |
| Año                                 | Lugar                               | Medalla                             | Prueba                              |
| ----------------------------------- | ----------------------------------- | ----------------------------------- | ----------------------------------- |
| 2021                                | Abu Dabi (EAU)                      | Medalla de plata                    | 4 × 200 m libre                     |